# Tuan Dao
Tuan Dao (kinesiska: 团岛) är en halvö i Kina. Den ligger i provinsen Shandong, i den östra delen av landet, omkring 300 kilometer öster om provinshuvudstaden Jinan.
Genomsnittlig årsnederbörd är 918 millimeter. Den regnigaste månaden är juli, med i genomsnitt 259 mm nederbörd, och den torraste är januari, med 11 mm nederbörd.